# America-klass
America-klass är en fartygsklass av amfibiefartyg framtagen och byggd för USA:s flotta. Syftet är att kunna transportera och landsätta en Marine Expeditionary Unit (MEU) med hjälp av olika helikoptrar samt rotorflygplan av typ MV-22B Osprey samt eldunderstöd med V/STOL attackflyg av typ AV-8B Harrier II eller F-35B Lightning II.

## Bakgrund
Det första fartyget i klass togs i tjänst 2014 för att ersätta USS Peleliu som var det sista kvarvarande amfibiefartyget av Tarawa-klass i tjänst.
America-klassens design bygger vidare på USS Makin Island, det sista levererade fartyget av Wasp-klass, men de två första fartygen i "Flight 0" utförande saknar welldäck liksom saknar sjukvårdsutrymmen för att ge mer plats åt flyghangarer.

## Lista över fartygen i America-klass
| Fatygsnamn                    | Sköld    | Skeppsvarv                        | Kölsträckt        | Sjösatt        | Togs i tjänst   | Hemmahamn              | Status        |
| Flight 0                      | Flight 0 | Flight 0                          | Flight 0          | Flight 0       | Flight 0        | Flight 0               | Flight 0      |
| ----------------------------- | -------- | --------------------------------- | ----------------- | -------------- | --------------- | ---------------------- | ------------- |
| USS America (LHA-6)           |          | Ingalls Shipbuilding, Mississippi | 17 juli 2009      | 4 juni 2012    | 11 oktober 2014 | Sasebo, Japan          | Aktiv tjänst  |
| USS Tripoli (LHA-7)           |          | Ingalls Shipbuilding, Mississippi | 22 juni 2014      | 1 maj 2017     | 15 juli 2020    | San Diego, Kalifornien | Aktiv tjänst  |
| Flight I                      |          |                                   |                   |                |                 |                        |               |
| USS Bougainville (LHA-8)      |          | Ingalls Shipbuilding, Mississippi | 14 mars 2019      | 6 oktober 2023 | 2025            | Norfolk, Virginia      | Under byggnad |
| USS Fallujah (LHA-9)          |          | Ingalls Shipbuilding, Mississippi | 20 september 2023 |                |                 |                        | Under byggnad |
| USS Helmand Province (LHA-10) |          | Ingalls Shipbuilding, Mississippi |                   |                |                 |                        | Beviljad      |